# فايبر (متجول)
فايبر هو متجول قمري من تطوير ناسا ومن المخطط إرسالها لسطح القمر في 2023.